# Diagramma di Andrews

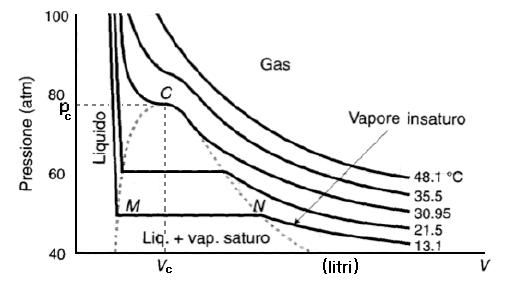
Rappresentazione nel piano p-V di un gas reale

Il diagramma di Andrews è la rappresentazione nel piano p-V (detto anche piano di Clapeyron) del comportamento del sistema gas-liquido di una sostanza.
Consideriamo un gas racchiuso in un cilindro chiuso con un pistone mobile.
Se il gas è ideale, con una trasformazione isoterma (a temperatura costante), sul piano di Clapeyron p-V si ottengono delle iperboli equilatere, iperboli di equazione {\displaystyle pV=cost}. 
Se invece consideriamo un gas reale, per temperature abbastanza alte e pressioni abbastanza alte le isoterme si avvicinano alle suddette iperboli.

## Gradi di libertà
Nel diagramma di Andrews sono rappresentati stati termodinamici . Quelli con le varianze:
- 0: (sistemi zero-varianti), sono rappresentati da un punto (punto critico)
- 1: (sistemi mono-varianti), sono rappresentati da una curva (curva di liquidus - o liquido saturo, curva di vaporus - o vapore saturo, isoterma critica)
- 2: (sistemi bi-varianti), sono rappresentati da una area (liquido, gas ideale, gas reale, equilibrio liquido-vapore, fluido supercritico)

## Regioni zero-varianti

### Punto critico
In corrispondenza del punto C vi è una isoterma importante: l'isoterma critica. Il punto C si chiama punto critico e rappresenta la massima temperatura alla quale la sostanza può trovarsi nella fase liquida: al di sopra di questa temperatura, la sostanza si può trovare solo in stato gassoso. Essa corrisponde per ogni sostanza ad un volume critico {\displaystyle V_{c}} e ad una pressione critica {\displaystyle p_{c}}. Da un punto di vista geometrico, l'isoterma critica corrisponde alla massima temperatura per cui l'isoterma presenta un flesso ed è l'unica temperatura in corrispondenza della quale si ha un flesso a tangente orizzontale.

## Regioni mono-varianti

### Equilibrio liquido-vapore
L'equilibrio tra liquido e vapore è rappresentato sul diagramma di Andrews da una regione delimitata da una curva a campana, detta appunto campana di Andrews (zona tratteggiata in figura), che sta al di sotto dell'isoterma critica. All'interno della campana di Andrews si ha quindi all'equilibrio la coesistenza di due fasi.
All'interno della campana di Andrews, al diminuire del volume non si hanno variazioni apprezzabili di pressione; come si vede dalla figura, l'isoterma diventa una retta orizzontale tra i punti M ed N. Nel punto M si ha poi un brusco incremento della pressione, che può tendere a un valore infinito senza diminuzione apprezzabile del volume: ciò indica che non si può comprimere ulteriormente il fluido. Diminuendo ulteriormente la temperatura il tratto orizzontale è più esteso, ma il discorso non cambia dal punto di vista qualitativo.

### Transizioni di fase
Nel diagramma di Andrews le transizioni di fase sono rappresentate da curve, quindi hanno varianza pari a 1.
I punti di rugiada (dew point) sono rappresentati dalla curva di vaporus, che è la parte a destra del punto critico della campana di Andrews.
I punti di inizio ebollizione (bubble point) sono invece rappresentati dalla curva di liquidus, che è la parte a sinistra del punto critico della campana di Andrews.
Il fenomeno della transizione di fase liquido-vapore avviene lungo tutto il tratto a pressione costante entro la campana di Andrews, che va dai punti di inizio ebollizione ai punti di rugiada. Questo avviene per ciascuna sostanza ad una determinata pressione, detta tensione di vapor saturo, ed essa dipende per sostanze pure solo dalla temperatura. 

## Regioni bi-varianti

### Vapore saturo, sovrassaturo, e insaturo
Il termine vapore viene quindi utilizzato quando una sostanza che si trova nello stato aeriforme è al di sotto della temperatura critica, mentre si usa il termine gas per indicare la stessa sostanza a temperatura maggiore della temperatura critica.
I termini vapore sovrassaturo e vapore insaturo si riferiscono a delle condizioni di non equilibrio, che si possono realizzare se il vapore non rimane a contatto con il suo liquido per un tempo sufficientemente lungo, per cui nel caso di vapore sovrassaturo la massa di liquido a contatto con il vapore è minore di quella che si avrebbe all'equilibrio (cioè in condizioni di vapore saturo), mentre nel caso di vapore insaturo la massa di liquido a contatto con il vapore è maggiore di quella che si avrebbe all'equilibrio. Un vapore sovrassaturo è un vapore le cui condizioni stanno a sinistra della curva di vaporus (che è la parte destra della campana di Andrews), mentre un vapore insaturo è un vapore le cui condizioni stanno a destra della curva di vaporus.

### Liquido, liquido surriscaldato e liquido sottoraffreddato
La zona in cui le variazioni di pressione sono trascurabili è la zona in cui comprimendo il gas la pressione non aumenta finché tutto il gas non è passato alla fase liquida, che si trova dunque all'estrema sinistra del grafico.
Le condizioni liquido surriscaldato e di liquido sottoraffreddato rappresentano, come le condizioni di liquido insaturo e di liquido sovrassaturo, delle condizioni di non-equilibrio, con cui rispettivamente si indica un liquido che è oltre il suo punto di ebollizione (cioè a destra della curva di liquidus, che è la parte sinistra della campana di Andrews) o sotto il suo punto di fusione.

### Fluido supercritico
Al di sopra dell'isoterma critica il gas si comporta da fluido supercritico.
Un fluido supercritico manifesta proprietà intermedie tra i gas e i liquidi.

## Lavoro per variazione di volume
In un diagramma p-V la determinazione del lavoro scambiato per variazione di volume è ricavabile per via grafica, essendo:
{\displaystyle \partial W=PdV}
e quindi integrando:
{\displaystyle W=\int _{1}^{2}PdV}
l'integrale in questione corrisponde all'area racchiusa tra la curva che identifica la trasformazione in esame (tra gli stati 1 e 2) e l'asse delle ascisse.

## Covolume
A temperature più basse le isoterme cominciano a presentare un flesso a bassi volumi anche se continuano ad essere iperboli per grandi valori del volume. Al decrescere del volume, si hanno variazioni molto elevate della pressione, finché sale asintoticamente. L'asintoto verticale rappresenta un limite per la pressione, ma questo asintoto non corrisponde all'asse delle pressioni come predice l'equazione di stato dei gas ideali: ciò dimostra che non si può avere una compressione totale fino a portare il volume a zero. Il valore minimo del volume raggiungibile per compressione è detto covolume e rappresenta il minimo valore del volume del gas comprimibile e se ne tiene conto nell'equazione di Van der Waals.
Ogni isoterma rappresenta una particolare configurazione del gas. Per temperature alte, il gas si può comprimere ed espandere: ma mentre l'espansione può continuare indefinitivamente, la compressione assume un valore minimo in corrispondenza all'asintoto verticale: questo asintoto corrisponde non a volume nullo, ma presenta il valore massimo della pressione in corrispondenza del covolume.